# علالة (جبلة)

تعديل مصدري - تعديل

علالة هي إحدى قرى عزلة انامر اعلى بمديرية جبلة التابعة لمحافظة إب، بلغ تعداد سكانها 603 نسمة حسب تعداد اليمن لعام 2004.